# Норвежци
Норвежците (на норвежки: nordmenn) са северногермански народ, потомци на древните викинги, коренно население на Норвегия.

## Географско разположение
Норвежците са основното население на Норвегия, където живеят 1/3 от норвежците, също толкова са и в САЩ.

## Личности
- Руал Амундсен – полярен изследовател
- Ерик Торвалдсон – откривател
- Едвард Григ – композитор
- Кнут Хамсун – писател
- Харалд V – монарх
- Тур Хейердал – антрополог
- Едвард Мунк – художник
- Фритьоф Нансен – полярен изследовател, политик
- Хенрик Ибсен – драматург
- Маркус и Мартинус – певци